# Leumicamia venustissima
Leumicamia venustissima är en fjärilsart som beskrevs av François Louis Nompar de Caumont de Laporte 1974. Leumicamia venustissima ingår i släktet Leumicamia och familjen nattflyn. Inga underarter finns listade i Catalogue of Life.